# Alfred Simonsen
Alfred Simonsen (født 16. december 1906 i Kølstrup ved Kerteminde ; død 12. april 1935) var en dansk maler, som
omkring 1920 kom i lære i Odense hos teatermaler Lorentzen og 1923 på den tekniske skole dér og senere i København. 1926-32 var han elev på Kunstakademiet i København hos Ejnar Nielsen, Sigurd Wandel og Aksel Jørgensen.
Alfred Simonsen rejste i Europa med Leif Johannessen, Karl Bovin, Erik Raadal og Ernst Syberg, og
delte 'fynbomalernes' interesse for landskabsmaleriet: flere af hans motiver stammer fra egnen omkring Korup og Svanninge.
Simonsen døde ung og efterlod sig kun lidt over 30 billeder samt nogle grafiske værker. 
Han var medstifter af kunstnersammmenslutningen Corner.
| - Værker af Alfred Simonsen - Kornmarker, 1934 - Martslandskab, 1934 - Heste i Brænde Aadal, 1934 |